# Torpedobaad Nr. 5
Den danske Torpedobaad Nr. 5 var i modsætning til de foregående fire ikke bygget i England, men i Frankrig. Den blev konstrueret af værftet Forges & Chantiers de la Mediterraneé på dets afdeling i Le Havre. Fik 1882 navnet Søulven og blev i 1894 omdøbt til Torpedobaad af 2 Klasse Nr. 3. Udgik i 1911.

## Baggrund og design
Den franskbyggede båd var lige som de foregående konstrueret af stål, men i forhold til Nr. 4 var antallet af torpedoapparater i stævnen øget fra ét til to. Nr. 5 blev søsat i 1880 og sejlede med dansk besætning fra Le Havre til København, hvor den ankom 2. november 1880. Trods et på papiret kraftigere maskineri, var den langsommere end Nr. 4, og Marinen vendte tilbage til Thornycroft som leverandør for de følgende både.

## Tjeneste
- 1880: December: Sammenlignende prøver med Nr. 4.
- 1881: Juli-august: Indgik i torpedobådsafdeling med Torpedobaad Nr. 1 og Torpedobaad Nr. 4.
- 1882: Fik 18. januar navnet Søulven. I juli-august udrustet sammen med Hajen, Sværdfisken og de tre torpedobåde af anden klasse, Nr. 1, 4 og 5.
- 1883: I august-september udrustet sammen med Hajen, Sværdfisken og Delfinen. De fire torpedobåde indgik 1.-16. september i årets eskadre.
- 1886: I august på øvelser ved Orlogsværftets Søminestation.
- 1887, 1889, 1892, 1895, 1898 og 1901: Udrustet i august-september som en del af årets øvelseseskadre.
- 1894: 28. april omdøbt til Torpedobaad af 2 Klasse Nr. 3.
- 1911: 1. januar overført til reserven. Udgik 6. marts 1911. Derefter brugt som skydemål.[4][5]